# Крылохвост деркето
Крылохвост деркето (лат. Copiopteryx derceto) — вид павлиноглазок из подсемейства Arsenurinae.
Передние крылья с крапчатым рисунком, их вершина усеченная. Задние крылья на концах с длинными изогнутыми отростками, длина которых больше длины крыльев. Этот вид распространён в Южной Америке — на юго-востоке Бразилии.